# Chongqing Changan Suzuki Automobile

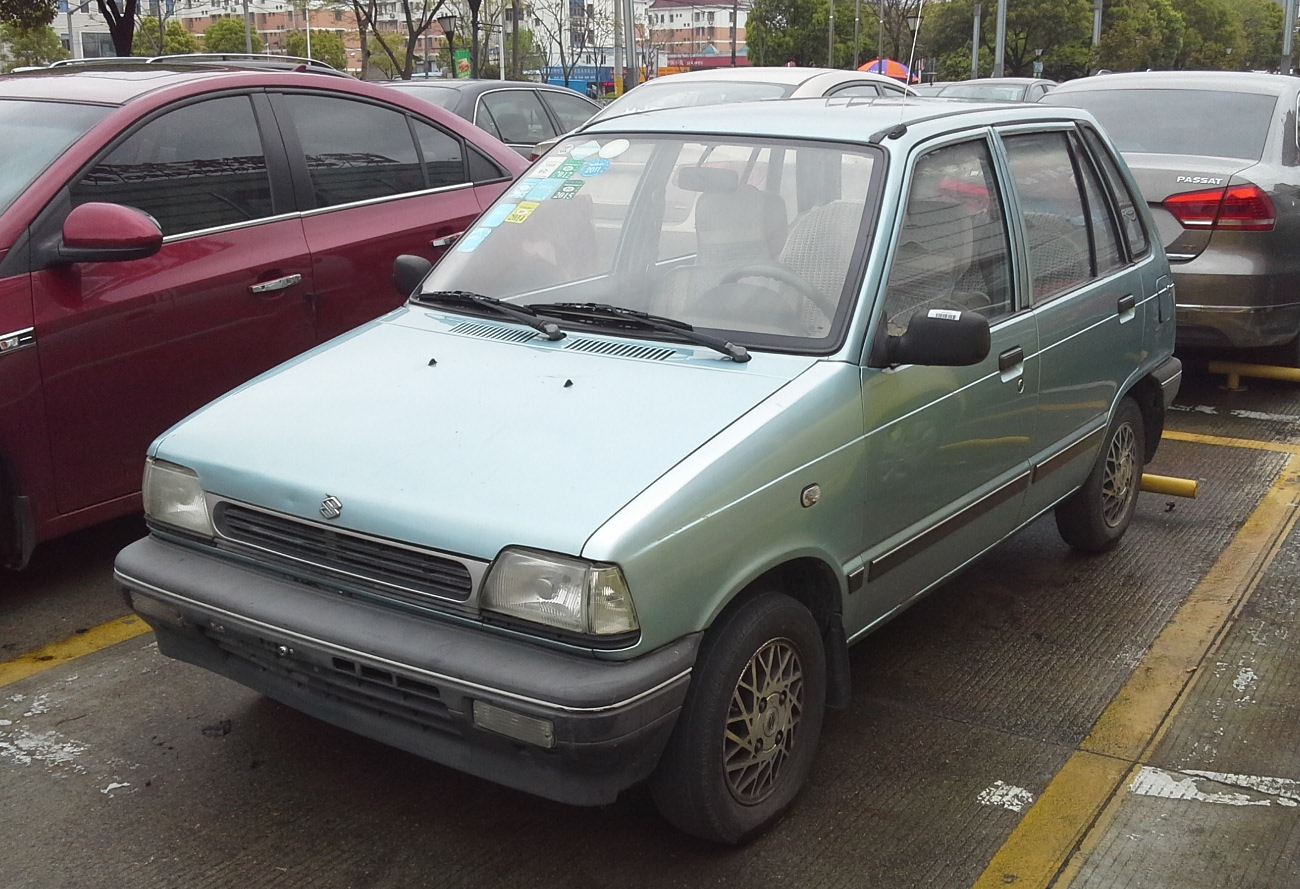
Alto

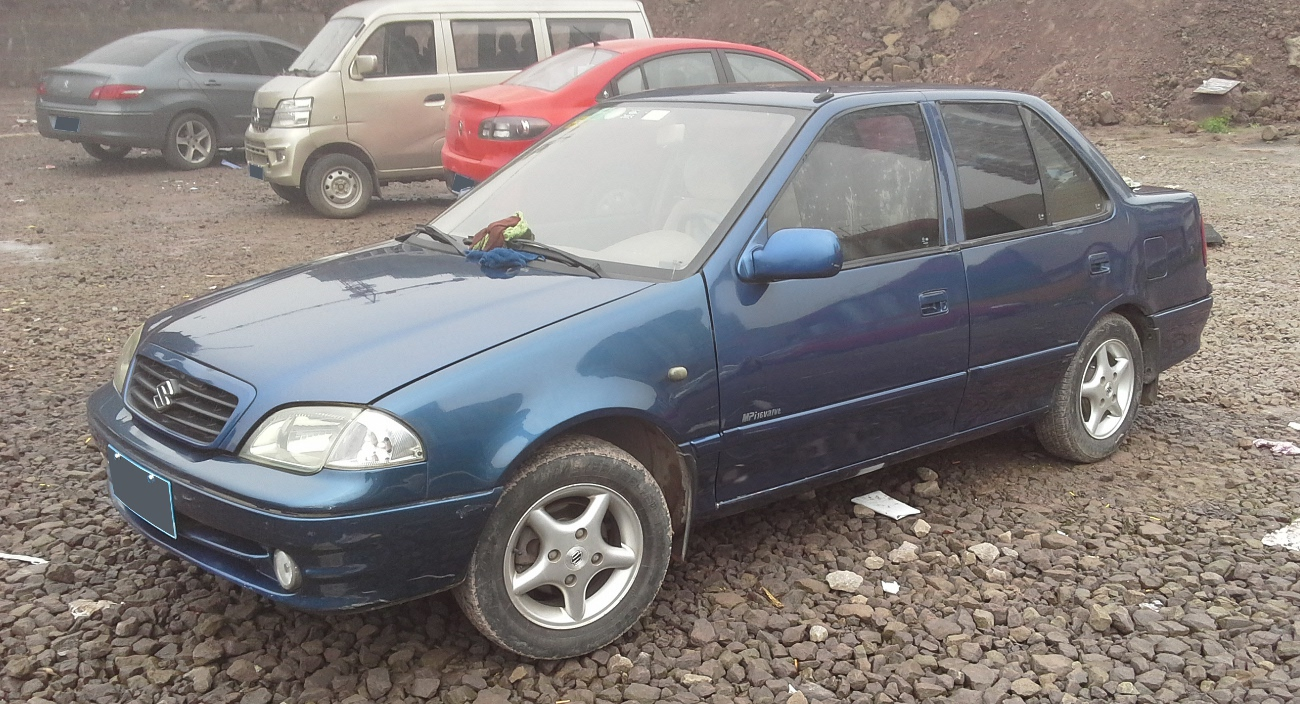
Lingyang alias Swift

Chongqing Changan Suzuki Automobile ist ein Hersteller von Automobilen aus der Volksrepublik China. Davon abweichend ist auch die Firmierung Changan-Suzuki Automobile überliefert.

## Unternehmensgeschichte
Das Unternehmen wurde am 25. Mai 1993 in Chongqing gegründet. Zunächst war es ein Gemeinschaftsunternehmen. Chongqing Changan Automobile Company hielt 51 %, Suzuki 35 % und Nissho Iwai aus Japan die restlichen 14 %. 1993 oder 1995 begann die Produktion von Automobilen. Der Markenname lautete entweder Changan oder Suzuki, möglicherweise auch zusammengesetzt Changan Suzuki. Allerdings ist auch die Schreibweise Chang’an mit Apostroph bekannt. In den jährlichen Mitteilungen des Konzerns werden Ende 2010 und Ende 2013 die 51 % bestätigt, aber für Ende 2014, Ende 2015 und Ende 2016 nur noch 50 % angegeben.
2018 übernahm der Konzern das Unternehmen komplett. Es fertigt nun Fahrzeuge von Suzuki in Lizenz, die als Suzuki vermarktet werden.

## Fahrzeuge
Die ersten Modelle entstanden auf Basis des Suzuki Alto, ab 2000 auch auf Basis des Suzuki Swift und ab 2010 zusätzlich auf Basis des Suzuki Splash.

## Statistik
2000 produzierte das Unternehmen 48.235 Fahrzeuge. Für die vier Folgejahre sind 43.123, 67.846, 102.083 und 107.337 Fahrzeuge überliefert. In den Jahren von 2005 bis 2007 stellte das Unternehmen 93.522, 117.171 und 107.621 Fahrzeuge her.  Für 2009 werden 150.069 Fahrzeuge genannt.